# Густаво Баларт
Густаво Едді Баларт Марін (ісп. Gustavo Eddy Balart Marin; нар. 10 лютого 1987, Сантьяго-де-Куба, провінція Сантьяго-де-Куба) — кубинський борець греко-римського стилю, дворазовий Панамериканський чемпіон, чемпіон Панамериканських ігор, срібний призер Кубку світу, учасник Олімпійських ігор.

## Життєпис
Навчався в початковій школі імені Маркоса Марті Родрігеса. У віці 9 років він почав тренуватися в команді «Комбінадо 26 Липня» під керівництвом Хоакіна Вери Мори, де він був помічений і зарахований до команди EIDE під керівництвом капітана Орестеса Акости з тренером Хоакіном Ортісом.
Виступав за спортивний клуб «Серро Пеладо» Гавана. Тренер — Педро Валь.
По завершенні кар'єри борця почав виступи у боях змішаного стилю, дебютувавши у ММА 1 серпня 2015 року. До 2 серпня 2024 року провів 17 боїв, здобувши в них 12 перемог, та зазнавши 5 поразок.

## Спортивні результати на міжнародних змаганнях

### Виступи на Олімпіадах
| Змагання                    | Збірна | Вагова категорія                 | Місце |
| --------------------------- | ------ | -------------------------------- | ----- |
| Літні Олімпійські ігри 2012 | Куба   | греко-римська боротьба, до 55 кг | 8     |

### Виступи на Чемпіонатах світу
| Змагання                        | Збірна | Вагова категорія                 | Місце |
| ------------------------------- | ------ | -------------------------------- | ----- |
| Чемпіонат світу з боротьби 2009 | Куба   | греко-римська боротьба, до 55 кг | 13    |
| Чемпіонат світу з боротьби 2010 | Куба   | греко-римська боротьба, до 55 кг | 10    |

### Виступи на Панамериканських чемпіонатах
| Змагання                                   | Збірна | Вагова категорія                 | Місце  |
| ------------------------------------------ | ------ | -------------------------------- | ------ |
| Панамериканський чемпіонат з боротьби 2009 | Куба   | греко-римська боротьба, до 55 кг | Золото |
| Панамериканський чемпіонат з боротьби 2010 | Куба   | греко-римська боротьба, до 55 кг | Золото |

### Виступи на Панамериканських іграх
| Змагання                  | Збірна | Вагова категорія                 | Місце  |
| ------------------------- | ------ | -------------------------------- | ------ |
| Панамериканські ігри 2011 | Куба   | греко-римська боротьба, до 55 кг | Золото |

### Виступи на Кубках світу
| Змагання                    | Збірна | Вагова категорія                 | Місце  |
| --------------------------- | ------ | -------------------------------- | ------ |
| Кубок світу з боротьби 2010 | Куба   | греко-римська боротьба, до 55 кг | Срібло |

### Виступи на інших змаганнях
| Змагання                     | Збірна | Вагова категорія                 | Місце  |
| ---------------------------- | ------ | -------------------------------- | ------ |
| Кубок Гранми з боротьби 2011 | Куба   | греко-римська боротьба, до 55 кг | Срібло |